# Cloven Hoof
I Cloven Hoof sono un gruppo musicale heavy metal britannico formatosi a Wolverhampton nel 1979

## Storia del gruppo

### Dal 1979 al 1983
Il gruppo si formò nel 1979 su iniziativa di Lee Payne e inizialmente adottarono il nome di "Nightstalker". 
Dopo due anni trascorsi alla ricerca di una formazione stabile decisero di chiamarsi Cloven Hoof che in italiano significa zoccolo fesso, 
cioè il piede caprino utilizzato nell'iconografia classica per rappresentare il diavolo.
Nello specifico il significato deriva dal modo di dire inglese "show the cloven hoof", cioè comportarsi in maniera spregevole; la scelta venne fatta anche in
considerazione del fatto che in quegli anni il termine veniva spesso adoperato dalla Chiesa di Satana.

In quel periodo la formazione era composta da Payne al basso, dal cantante David Potter, da Steve Rounds alla chitarra e dal batterista Kevin Pountney, che 
però utilizzavano i quattro elementi come pseudonimi, chiamandosi rispettivamente "Air" (aria) "Water" (acqua) "Fire" (fuoco) e "Earth" (terra).
L'atmosfera esoterica, creata dal nome stesso della band oltre che da quelli adottati dai componenti, venne incrementata dal fatto che i membri del gruppo
indossavano dei costumi dal forte impatto scenico.
Nel 1982 registrarano un primo demo di quattro tracce, grazie al quale vennero notati da Robert Plant e da Rob Halford, 
che in quel periodo si avvalevano della stessa sala prove, situata in un locale presso la chiesa Holy Joe.
Con tali sostenitori i loro brani non tardarono a venire trasmessi dalla BBC e poco dopo fecero il loro esordio discografico quando autoprodussero
The Opening Ritual, 
un EP contenente quattro canzoni, che ricevette un buon riscontro da parte della critica; ciò permise loro di esibirsi 
in una serie di concerti, che si tennero fino al 1983, in vari locali dell'Inghilterra.

### Dal 1984 al 1990
Si dovette poi attendere il 1984 per l'uscita del primo full-length, intitolato semplicemente Cloven Hoof, che fu pubblicato
dalla Neat Records, un'etichetta discografica editrice di molte altre band NWOBHM. L'album fu ben accolto dal pubblico europeo e il gruppo effettuò quindi
un tour continentale. Nel 1985 Potter venne ingaggiato dalla band heavy metal francese H-Bomb e dovettero quindi cercare un cantante che lo sostituisse.

La scelta ricadde infine su Rob Kendrick che aveva già militato nei Trapeze e nei Budgie, in veste però di chitarrista; con lui realizzarono un album di inediti registrato interamente dal vivo e uscito nel 1986 con il titolo di Fighting Back.
In seguito la formazione venne totalmente rimaneggiata e l'unico membro originale rimasto fu Payne, al quale poi si unirono Russ North, Andy Wood e Jon Brown, 
rispettivamente cantante, chitarrista e batterista. Con i nuovi componenti il gruppo abbandonò gli pseudonimi e i costumi scenici e nel 1988 
pubblicarono Dominator, un album che dal punto di vista compositivo rappresentò un ritorno alle origini, ma che non destò
lo stesso clamore del disco d'esordio. La maggiore novità fu rappresentata della voce, infatti North è dotato di un timbro vocale alto e potente (che potrebbe 
ricordare Bruce Dickinson degli Iron Maiden) mentre Potter, sui primi lavori della band, si avvalse di uno stile personale ed evocativo, dovuto anche al suo 
tono piuttosto roco.

Nel 1989 diedero alle stampe A Sultan's Ransom, l'ultimo disco prima dello scioglimento avvenuto l'anno successivo a causa di problemi contrattuali.

### Dal 2004 al 2009
Agli inizi del nuovo millennio Lee Payne pensò di riunire il gruppo e la cosa si concretizzò nel 2004, quando suonarono in alcune date dal vivo, tra cui il festival Keep it True
svoltosi ad aprile di quell'anno in Germania.

L'anno seguente, in previsione di un nuovo disco, che inizialmente doveva intitolarsi "Absolute Power Corrupts Absolutely", 
il bassista si avvalse della collaborazione di tre nuovi membri che parteciparono alla registrazione dell'album, pubblicato nel 2006 col titolo definitivo di Eye of the Sun. 
La title track di quest'ultimo lavoro era già presente in versione live su Fighting Back, mentre le altre canzoni sono tutte inedite e si distaccano in 
maniera piuttosto marcata dalle composizioni degli anni ottanta.
In seguito la band, ormai esente dai precedenti vincoli contrattuali, venne riformata con gli stessi componenti che ne facevano parte al momento dello scioglimento e nel 2004 ad eccezione di Andy Wood sostituito da Ben Read.

Nel 2007 Mick Powell si unì alla band nel ruolo di secondo chitarrista e di tastierista per le sessioni in studio; lo stesso anno parteciparono ad alcuni concerti con il nuovo batterista Simon Heywood.
Nel 2008, esclusivamente tramite il loro sito, misero in commercio The Definitive Part One, una raccolta di vecchi brani della band registrati in una nuova versione e con l'aggiunta di un inedito. 
Nel 2009 Powell si unì alla band anche per le date dal vivo; lo stesso anno il cantante Russ North lasciò il gruppo per dedicarsi ad una carriera da solista

### Dal 2010 ad oggi
Il 2010 ha visto il temporaneo ritorno di Matt Moreton, in occasione dell'EP intitolato Throne of Damnation. 
Successivamente la band ha subito diversi cambi di line-up e nel 2012 la band ha reso disponibile il singolo Contagion in formato digitale, 
per il quale è stato anche realizzato un videoclip.

A giugno del 2014 uscì Resist or Serve (che include la canzone Mutilator già apparsa come inedito sulla raccolta del 2008) e in seguito si impegnarono in una serie di concerti.
Il 2015 vide l'ingresso nella band del cantante George Call e del batterista Danny White, rispettivamente al posto di Joe Whelan e Jake Oseland. Con la nuova formazione si esibirono in una data dal vivo a dicembre del 2016.

## Stile ed influenze
Nella prima metà degli anni ottanta il loro lo stile musicale si rifaceva alle band contemporanee della NWOBHM, con l'aggiunta di elementi caratteristici
dell'epic metal e con delle strutture originali e complesse. I testi si basavano su tematiche occulte e le canzoni erano permeate da atmosfere sulfuree, accentuate dall'immagine esoterica con cui erano soliti proporsi.
In seguito si sono indirizzati verso un metal tradizionale ed un'immagine meno demoniaca. Dopo essersi riuniti hanno abbandonato la sonorità e le peculiarità dei primi album, ammodernando così il loro stile compositivo.
I gruppi che più spesso vengono da loro citati come punti di riferimento sono i Black Sabbath e i Judas Priest, ma le loro influenze provengono anche dalle maggiori band hard rock ed heavy metal degli anni settanta tra cui Deep Purple, Rush e Thin Lizzy..

## Formazione

### Formazione attuale
- George Call – voce (2015-presente)
- Luke Hatton – chitarra (solista) (2014-presente)
- Chris Coss – chitarra (ritmica) (2011-presente)
- Lee Payne – basso (1979-1990, 2004-presente)
- Danny White – batteria (2015-presente)

### Ex componenti
- Kevin Pountney – batteria (1979-1987)
- Jon Brown – batteria (1987-1990, 2004, 2007-2010)
- Lynch Radinsky – batteria (2005-2006)
- Simon Heywood – batteria (2007)
- Mark Gould – batteria (2011-2012)
- Jake Oseland – batteria (2015-presente)
- Steve Rounds – chitarra (1979-1987)
- Andy Wood – chitarra (1987-1990, 2004)
- Andy Shortland – chitarra (2005-2006)
- Ben Read – chitarra (2007-2010)
- Lee Jones – chitarra (ritmica) (1989-1990)
- Mick Powell – chitarra (ritmica), tastiere (2007-2010)
- David Potter – voce (1981-1985)
- Derek Hodd – voce (1985)
- Rob Kendrick – voce (1986-1987)
- Russ North – voce (1987-1990, 2004, 2006-2009, 2011-2012)
- Matt Moreton – voce (2005-2006, 2010)
- Joe Whelan – voce (2012-2015), chitarra (solista) (2011-2015)

## Discografia

### Album in studio
- 1984 – Cloven Hoof
- 1988 – Dominator
- 1989 – A Sultan's Ransom
- 2006 – Eye of the Sun
- 2014 – Resist or Serve
- 2017 - Who Mourns For The Morning Star
- 2020 - Age of Steel

### Live
- 1986 – Fighting Back

### Raccolte
- 2008 – The Definitive Part One

### EP
- 1982 – The Opening Ritual
- 2010 – Throne of Damnation

### Demo
- 1982 – Demo

## Videografia
- 2010 – A Sultans Ransom – Video Archive